# Shadows of Forgotten Ancestors
«Shadows of Forgotten Ancestors» (с англ. — «Тени забытых предков») — песня украинской певицы Алины Паш, более известна как «Тіні забутих предків», с которой она должна была представить Украину на 66-м конкурсе песни «Евровидение-2022» в Турине, Италия. Однако, после разногласий вокруг статуса Паш как законного участника Национального отбора, в конечном итоге, певица отказалась от участия в конкурсе.

## История
Песня была представлена 4 февраля 2022 года как заявка Алины Паш на Национальный отбор Украины на Евровидение-2022.

## Евровидение
17 января 2022 года были опубликованы 27 участников, которые попали в лонглист Национального отбора Украины на Евровидение-2022, среди них была и Алина Паш. Чуть позже, были опубликованы 8 участников Национального отбора, которые уже непосредственно будут в прямом эфире конкурса.
12 февраля состоялся Национальный отбор. Алина Паш получила наивысший балл от жюри — 8 баллов и второе место от телезрителей — 7 баллов, в сумме получив 15 баллов, и тем самым, выиграв конкурс.
По результатам жеребьёвки, Алина Паш должна была бы выступить в первой половине первого полуфинала.

## Отказ от участия
16 февраля 2022 года в своём Instagram Алина Паш заявила, что она отказывается от участия в конкурсе, «не хочет дальше быть в этой грязной истории» — заявила она.